# Arboretum van de Bret
Het Arboretum van de Bret is een arboretum in de Genkse wijk Bret-Gelieren. Het is gelegen nabij Zagerijstraat 44. Het arboretum wordt beheerd door de stad Genk.
In verband met de bebossing van de droge, schrale heide ter plaatse wilde men onderzoeken welke boomsoort daartoe het meest geschikt zou zijn. Daartoe werd een heideveld gebruikt, waarop in 1917 al enkele grove dennen waren geplant. In 1927 werden ongeveer 40 soorten geselecteerd, waaronder naast naaldbomen als den, spar, lariks en cipres, ook beuk, Amerikaanse eik en zomereik. Ook zijn enkele jeneverbessen aanwezig, die nog een overblijfsel zijn van de vroegere heidevegetatie.
Door de aanleg van enkele straten, en de bouw van de O.L.V-van-Fatimakerk met parochiecentrum in 1954, werd een gedeelte van de aanplant opgeofferd. Tegenwoordig vindt men er 45 soorten, namelijk 30 uit de aanplant van 1927, aangevuld met 15 inheemse soorten.
Het arboretum is vrij toegankelijk en er is een natuurleerpad aangelegd.